# Ryan Tosoc
Ryan Tosoc (* 26. Oktober 1990) ist ein professioneller US-amerikanischer Pokerspieler. Er gewann 2017 das Main Event der World Poker Tour und 2018 ein Bracelet bei der World Series of Poker.

## Pokerkarriere
Seine erste Geldplatzierung bei einem Live-Turnier erzielte Tosoc Mitte Mai 2012 bei einem Circuitturnier der World Series of Poker (WSOP) in New Orleans. Dort belegte er den mit knapp 35.000 US-Dollar dotierten zweiten Platz. Im Juni 2014 war er erstmals bei der WSOP-Hauptturnierserie im Rio All-Suite Hotel and Casino am Las Vegas Strip erfolgreich und kam bei einem Turnier der Variante No Limit Hold’em in die Geldränge. Im September 2016 wurde Tosoc bei einem Deepstack-Turnier im Venetian Resort Hotel am Las Vegas Strip Vierter und erhielt rund 125.000 US-Dollar. Anfang Dezember 2016 belegte er beim Five Diamond World Poker Classic, dem Main Event der World Poker Tour (WPT) im Hotel Bellagio am Las Vegas Strip, den zweiten Rang, der mit mehr als 1,1 Millionen US-Dollar bezahlt wurde. Im Jahr darauf gewann er dasselbe Event und sicherte sich einen WPT-Titel sowie eine Siegprämie von knapp zwei Millionen US-Dollar. Bei der WSOP 2018 belegte Tosoc beim Pot-Limit Omaha High Roller den mit rund 215.000 US-Dollar dotierten sechsten Platz. Wenige Tage später setzte er sich unter dem Nickname Toosick bei einem online gespielten WSOP-Event durch und erhielt den Hauptpreis von knapp 240.000 US-Dollar sowie ein Bracelet. Ein Turnier des Bay 101 Shooting Star in San José beendete Tosoc im März 2019 auf dem zweiten Platz und sicherte sich aufgrund eines Deals mehr als 335.000 US-Dollar. Anfang Juni 2019 wurde er beim WPT-Main-Event im Aria Resort & Casino Dritter und erhielt über 165.000 US-Dollar. Bei der mittlerweile im Horseshoe Las Vegas und Paris Las Vegas ausgespielten WSOP 2023 erreichte der Amerikaner im Main Event den siebten Turniertag, an dem er auf dem mit rund 345.000 US-Dollar dotierten 25. Rang ausschied.
Insgesamt hat sich Tosoc mit Poker bei Live-Turnieren knapp 5,5 Millionen US-Dollar erspielt.